# Municipio 15 Huntersville
El municipio 15 Huntersville (en inglés: Township 15, Huntersville) es un municipio ubicado en el  condado de Mecklenburg en el estado estadounidense de Carolina del Norte. En el año 2010 tenía una población de 28.977 habitantes.

## Geografía
El municipio 15 Huntersville se encuentra ubicado en las coordenadas 35°25′24.96″N 80°49′57.21″O / 35.4236000, -80.8325583.